# Chiesa della Beata Vergine Assunta (Casal Cermelli)
La chiesa Santa Maria Assunta è la parrocchiale di Casal Cermelli, in provincia e diocesi di Alessandria; fa parte della zona pastorale dei Fiumi.

## Storia
L'originaria chiesa casalcermellese aveva il titolo di Santa Maria a Palea, come attestato dagli atti relativi alle visite pastorali compiute nel 1576, nel 1584 e nel 1594 e al sinodo diocesano tenutosi nel 1613.
Nel 1614 l'antica cappella venne demolita in quanto pericolante e sostituita dall'oratorio di San Giovanni Battista.
La prima pietra della nuova parrocchiale fu posta nel 1773; l'edificio, disegnato da Gian Domenico Trotti, venne portato consacrato nel 1819.

## Descrizione

### Esterno
La facciata a capanna della chiesa, in mattoni a faccia vista, rivolta a nordest e scandita da quattro lesene, poggianti su alti basamenti e sorreggenti la trabeazione modanata il timpano di forma triangolare in cui si apre un oculo trilobato oppilato, presenta al centro il portale d'ingresso architravato e sopra il rosone di forma ovale.
Annesso alla parrocchiale è il campanile a base quadrata, suddiviso in più registri da cornici; la cella presenta su ogni lato una monofora affiancata da paraste ed è coperta dal tetto a quattro falde.

### Interno
L'interno dell'edificio si compone di un'unica navata, coperta dalla volta a crociera; al termine dell'aula si sviluppa il presbiterio, a sua volta chiuso dall'abside.
Qui sono conservate diverse opere di pregio, tra le quali i quadretti dei Misteri del Rosario, eseguiti da Luisa Cermelli Scagnello, la tela con soggetto il Transito di San Giuseppe, dipinto da Pietro Cuniberti, autore pure della pala raffigurante la Beata Vergine Assunta in cielo, l'organo, costruito dalla ditta novese Bianchi nel 1875, il coro, proveniente dalla chiesa alessandrina di Santa Maria di Castello, e il marmoreo altare maggiore.